# Synagoga w Turowie
Synagoga w Turowie zwana Kamienną (biał. Каменная сінагога) – druga co do wielkości synagoga w powiecie mozyrskim zbudowana w 1906. 
20 marca 1902 rabin Turowa Szaja Bejnusow Glozman wystąpił do oddziału budowlanego guberni mińskiej z prośbą o pozwolenie na budowę kamiennej synagogi w Turowie. Po uzyskaniu zgody właściciela okolicznych terenów 17 kwietnia 1903 przystąpiono do budowy nowej kamiennej synagogi na miejscu istniejącej tam do 1884 drewnianej bóżnicy. 
Plan budynku wykonany przez J. Drejzina został zatwierdzony przez gubernatora mińskiego inżyniera A. Nektarewskiego i architekta L. Dobroliubowa. Budowa jednopiętrowego domu modlitwy zajęła ponad trzy lata. 30 października 1907 gubernator podpisał zgodę na uroczyste otwarcie bóżnicy i odbywanie w niej modłów. 
Podczas pierwszej wojny światowej i wojny domowej w Rosji synagoga w Turowie splądrowana i spalona.